# Фатєєв Дмитро Михайлович
Дмитро́ Миха́йлович Фатє́єв (21 червня 1994, Кіровоград, Україна) — український футболіст, захисник ФСК «Маріуполь». Виступав за молодіжну збірну України.

## Життєпис
Дмитро Фатєєв народився у Кіровограді, де й почав займатися футболом під керівництвом Вадима Бондаря. Протягом 2009–2010 років виступав у чемпіонаті ДЮФЛ за місцевий ДЮСШ-2. З 2010 року почав залучатися до матчів чемпіонату області — спочатку у складі кіровоградського «Легіона», а згодом і у команді рідного ДЮСШ.
Навесні 2012 року завдяки сприянню першого тренера опинився на перегляді у донецькому «Шахтарі-3», де провів півсезону. Втім, на полі Фатєєв з'явився лише двічі, хоча й встиг відзначитися забитим м'ячем.
На початку сезону 2012/13 повернувся до Кіровограда та приєднався до лав місцевої «Зірки». Перший сезон у новому клубі пройшов не надто вдало — Фатєєв здебільшого залишався на лаві запасних, з'являючись на полі вкрай рідко і не надовго. Проте цей факт не завадив йому вперше отримати виклик до розташування юнацької збірної України віком до 19 років, у складі якої Дмитро дебютував 24 квітня 2013 року в поєдинку проти однолітків з Греції. Можливо саме це надало наснаги юному футболісту і у наступному сезоні він міцно забронював за собою місце у основному складі кіровоградського клубу, ставши одним з ключових гравців команди.
22 січня 2015 року Дмитро Фатєєв дебютував у складі молодіжної збірної України у грі проти команди Узбекистану.

## Статистика виступів
Статистичні дані виступів у професійних клубах наведено станом на 27 серпня 2017 року
| Сезон                | Команда              | Чемпіонат            | Чемпіонат | Чемпіонат | Кубок | Кубок | Кубок | Єврокубки | Єврокубки | Єврокубки | Інші кубки | Інші кубки | Інші кубки | Всього | Всього |
| Сезон                | Команда              | Змаг.                | Матчі     | Голи      | Змаг. | Матчі | Голи  | Змаг.     | Матчі     | Голи      | Змаг.      | Матчі      | Голи       | Матчі  | Голи   |
| -------------------- | -------------------- | -------------------- | --------- | --------- | ----- | ----- | ----- | --------- | --------- | --------- | ---------- | ---------- | ---------- | ------ | ------ |
| 2011—2012            | «Шахтар-3»           | 2Л                   | 2         | 1         | КУ    | —     | —     | —         | —         | —         | —          | —          | —          | 2      | 1      |
| Всього в «Шахтарі-3» | Всього в «Шахтарі-3» | Всього в «Шахтарі-3» | 2         | 1         |       | 0     | 0     |           | 0         | 0         |            | 0          | 0          | 2      | 1      |
| 2012—2013            | «Зірка»              | 1Л                   | 3         | 0         | КУ    | 0     | 0     | —         | —         | —         | —          | —          | —          | 3      | 0      |
| 2013—2014            | «Зірка»              | 1Л                   | 23        | 3         | КУ    | 2     | 0     | —         | —         | —         | —          | —          | —          | 25     | 3      |
| 2014—2015            | «Зірка»              | 1Л                   | 19        | 1         | КУ    | 1     | 0     | —         | —         | —         | —          | —          | —          | 20     | 1      |
| 2015—2016            | «Зірка»              | 1Л                   | 15        | 1         | КУ    | 1     | 0     | —         | —         | —         | —          | —          | —          | 16     | 1      |
| 2016—2017            | «Зірка»              | ПЛ                   | 14        | 0         | КУ    | 1     | 0     | —         | —         | —         | —          | —          | —          | 15     | 0      |
| 2017—2018            | «Зірка»              | ПЛ                   | 5         | 0         | КУ    | 0     | 0     | —         | —         | —         | —          | —          | —          | 5      | 0      |
| Всього в «Зірці»     | Всього в «Зірці»     | Всього в «Зірці»     | 81        | 5         |       | 5     | 0     |           | 0         | 0         |            | 0          | 0          | 86     | 5      |
| Всього за кар'єру    | Всього за кар'єру    | Всього за кар'єру    | 83        | 6         |       | 5     | 0     |           | 0         | 0         |            | 0          | 0          | 88     | 6      |